# Pas d'indépendance avant que la majorité gouverne
« Pas d'indépendance avant que la majorité gouverne » (en anglais « No independence before majority rule », en abrégé NIBMAR) est une politique qui avait été adoptée par le Royaume-Uni exigeant la mise en œuvre du gouvernement de la majorité dans une colonie, plutôt que la gouvernement par la minorité coloniale blanche, avant que l'empire n'accorde l'indépendance à ses colonies. Il a parfois été réinterprété comme « pas d'indépendance avant que la majorité africaine gouverne » (« no independence before majority African rule »). 

## Rhodésie
En particulier, la position du NIBMAR a été défendue en ce qui concerne le futur statut de la Rhodésie (actuel Zimbabwe) en tant qu'État indépendant. Le Premier ministre britannique Harold Wilson a subi des pressions pour adopter cette approche lors d'une conférence à Londres. Wilson n'était pas initialement enclin à le faire, craignant que cela ne ralentisse le rythme auquel la Rhodésie pourrait obtenir l'indépendance, mais Lester Pearson, le Premier ministre du Canada, a formulé un projet de résolution engageant Wilson au NIBMAR. Wilson a défendu la politique lorsqu'elle a été qualifiée de désastreuse par les conservateurs de l'opposition. L'accomplissement a été de courte durée, cependant, car Wilson a continué à proposer des offres à Ian Smith, le Premier ministre de Rhodésie, que Smith a finalement rejetées. Cela a conduit le gouvernement de Smith à déclarer l'indépendance de la Rhodésie sans le consentement britannique.